# Paola Morra
Paola Morra (* 20. April 1959 in Rom) ist eine italienische Schauspielerin. 

## Wirken
Morra hatte ihr Filmdebüt im Jahr 1978 in dem Film Unmoralische Novizinnen. Im darauffolgenden Jahr spielte sie die Rolle der Daniela in Giuliano Carnimeos Film Flotte Teens und Sex nach Noten. In Geständnis einer Nonne spielte sie neben Anita Ekberg die Rolle einer Nonne.
In der Februarausgabe 1978 des italienischen Playboys war Morra Playmate des Monats. Ein Jahr später zierte sie das Cover des italienischen Playboys.

## Filmografie
- 1978: Unmoralische Novizinnen (Interno di un convento)
- 1978: Silvia ama a Raquel
- 1978: Isola meccanica
- 1979: Flotte Teens und Sex nach Noten (L'insegnante balla... con tutta la classe )
- 1979: Geständnis einer Nonne (Suor Omicidi)
- 1979: Ammazzare il tempo
- 1979: Killer Nun
- 1983: Quer pasticciaccio brutto de via Merulana (Fernsehserie, 3 Folgen)